# (4392) Agita
(4392) Agita est un astéroïde de la ceinture principale.

## Description
(4392) Agita est un astéroïde de la ceinture principale. Il fut découvert le 13 septembre 1978 à Naoutchnyï par Nikolaï Tchernykh. Il présente une orbite caractérisée par un demi-grand axe de 2,31 UA, une excentricité de 0,12 et une inclinaison de 5,9° par rapport à l'écliptique.

## Compléments